# Izanagi en Izanami

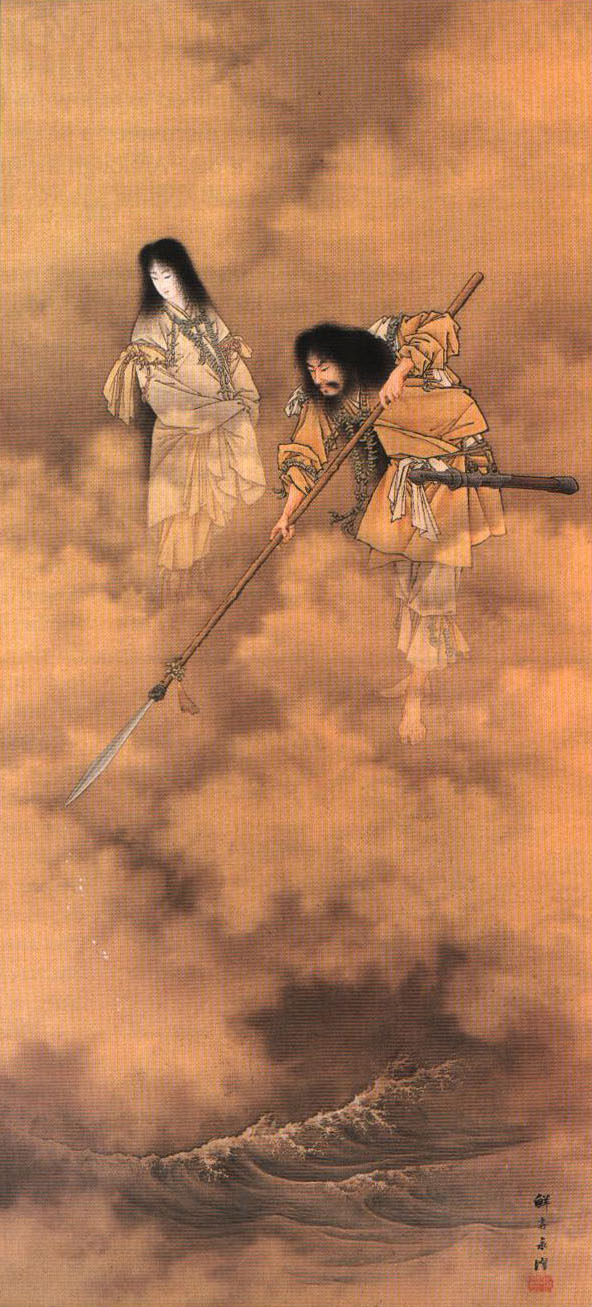
Izanami en Izanagi scheppen de wereld met de hemelse speer. Een zijdeschildering uit ongeveer 1855

Izanagi en Izanami (Japans: 伊邪那岐命 en 伊邪那美命) waren een Japans godenpaar, die volgens de Japanse mythologie de aarde hebben geschapen. Vanaf de drijvende hemelbrug roerden zij met een hemelse speer in de duisternis onder hen. Aan de speer kwamen druppels te hangen toen ze hem omhoog haalden. Die druppels vielen van de speer en zo ontstond het eerste land, het eiland Onogoro. 

## Geschiedenis
De twee goden bouwden op het eiland een paleis en trouwden met een huwelijksritueel: in tegenovergestelde richting rond een pilaar lopen. Als ze elkaar tegenkwamen, groetten ze elkaar en hadden ze geslachtsgemeenschap.
Hun eerste kind, Hiruko (bloedzuiger) was echter mismaakt omdat zij het ritueel verkeerd hadden uitgevoerd. Izanami had eerst gesproken en normaal gezien sprak altijd eerst de man. Ze huwden opnieuw, nu met een goed ritueel en Izanami kreeg vele kinderen. Onder haar kinderen waren de Japanse eilanden:
- Awaji
- Iyo (later Shikoku)
- Ogi
- Tsukushi (later Kyushu)
- Iki
- Tsushima
- Sado
- Yamato (later Honshu)

(Hokkaido, Chishima en Okinawa maakten geen deel uit van het antieke Japan.)
Izanami baarde ook de goden van de wind, de bergen en het vuur, de Kagutsuchi.
Toen Izanami het vuur baarde, verbrandde ze echter zodat ze stierf. Uit haar dode lichaam en uit de tranen van Izanagi kwamen nog meer goden voort. Izanami was de eerste dode in de Japanse mythologie. Zij kwam terecht in de dodenwereld, de Yomi. Izanagi was ontroostbaar en wilde zijn echtgenote halen (net zoals Orpheus zijn Eurydice ging halen in de Hades). Maar net zoals in de Griekse legende liep dat verkeerd af. Izanami zegde toe om te gaan vragen of ze terug zou mogen. Izanagi kon zich echter niet bedwingen en stak een tand van zijn kam in brand om te kunnen zien. Toen zag hij het door wormen aangevreten rottende lichaam van Izanami en hij vluchtte weg. Izanami voelde zich hierdoor zo vernederd dat ze haar man achterna rende, veranderd in een demon. Izanagi versperde haar de weg door een grote rots te rollen voor de ingang van de onderwereld. 
Izanami vervloekte hem door te zeggen: "Elke dag zal ik duizend van jouw mensen doden", waarop hij antwoordde "Zo zal ik elke dag ervoor zorgen dat er duizend en vijfhonderd mensen geboren worden". Hiermee ontstonden de dood en de geboorte. 
Aan weerszijden van de steen stonden zo de beide echtelieden en ze ontbonden ten slotte hun huwelijk. Uit het lichaam van Izanagi ontstonden vervolgens nog meer goden, de zonnegodin Amaterasu en haar broers de maangod Tsuki-Yomi en de stormgod Susa-no-o.